# Oxyopes embriki dorsivittatus
Oxyopes embriki là một phân loài nhện trong họ Oxyopidae.
Loài này thuộc chi Oxyopes. Oxyopes embriki dorsivittatus được Embrik Strand miêu tả năm 1906.